# Sport à Alger
Alger est la plus grande ville de l'Algérie. La ville regroupe sur son territoire les plus grands clubs des sports pratiqués dans le pays. On y trouve aussi les plus grandes infrastructures sportives. Grâce à ces équipements la ville a accueilli quelques grandes manifestations internationales.

## Infrastructures sportives
Le principal équipement sportif de la ville est le complexe Mohamed Boudiaf. Il est composé d'un stade de football, le stade olympique du 5 juillet de 70 000 places, d'une piste d'athlétisme, d'une piscine olympique, d'une salle omnisports (la Cupola), d'un parcours de golf de 18 trous et de nombreux terrains de tennis.
Il y a d'autres infrastructures sportives dans la capitale tels que :
- Stade du 20-Août-1955
- Stade Omar-Hamadi
- Stade du 5-Juillet-1962
- Stade des Frères Zioui
- Grand Stade d'Alger
- Stade Mohamed-Benhaddad
- Stade du 1er-Novembre-1954

## Clubs sportifs à Alger

### Football
- CR Belouizdad
- MC Alger
- USM Alger
- USM El Harrach
- NA Hussein Dey
- RC Kouba
- Paradou AC
- OMR El Anasser
- JSM Chéraga
- JS El Biar
- WR Bentalha

## Compétitions internationales
Alger a accueilli de nombreuses compétitions internationales.
- Les Jeux méditerranéens 1975
- Les Jeux Panafricains 1978 et 2007
- Les Jeux Panarabes 2004
- la Coupe d'Afrique des nations de football 1990
- Le Championnat d'Afrique des nations de handball masculin 1989 et Championnat d'Afrique des nations féminin de handball 1989
- Le Championnat d'Afrique des nations féminin de handball 2000 et Championnat d'Afrique des nations de handball masculin 2000
- Le Championnat d'Afrique de volley-ball masculin 1993
- Le Championnat du monde masculin de volley-ball des moins de 19 ans 2005
- Le Championnat d'Afrique des nations féminin de handball 2014 et Championnat d'Afrique des nations de handball masculin 2014